# Фантанеле (Јаши)
Фантанеле (рум. Fântânele) насеље је у Румунији у округу Јаши у општини Фантанеле. Oпштина се налази на надморској висини од 124 m.

## Становништво
Према подацима из 2002. године у насељу је живело 2021 становника, од којих су сви румунске националности.